# Rise (album)
Pour les articles homonymes, voir Rise.
Albums de Taeyang
Solar
(2010)
Singles
1. Ringa Linga
Sortie : 8 novembre 2013
2. Eyes, Nose, Lips
Sortie : 3 juin 2014
3. 1AM
Sortie : 10 juin 2014

Rise (stylisé RISE) est le deuxième album studio de Taeyang, le chanteur du groupe sud-coréen BigBang. L'album fait suite à Solar, sorti quatre ans auparavant en juillet 2010. Rise est devenu le 3e album de K-pop le mieux classé et l'album de K-pop par un soliste coréen le mieux classé du Billboard 200 en débutant à la 112e place. Il a débuté à la 1re place du Billboard World Albums Chart et de l'Heatseekers Albums Chart.

## Détails
L'album est sorti à l'état digital le 3 juin, se composant le 9 chansons et est sorti mondialement sur iTunes, MelOn et d'autres portails musicaux en ligne. L'album physique a été commercialisé le 10 juin. Il y a deux versions différentes de l'album: celle de base contient un livret de 48 pages, le CD, un poster et un sticker. L'édition limitée contient un livret de 128 pages, le CD, deux posters et trois photocards.

## Contexte
Le 25 mai, YG Entertainment a révélé une première photo teaser. Le lendemain, une deuxième photo teaser est parue, suivie par une vidéo teaser. Deux photos sont sorties le 28 mai, l'une avec des détails sur un événement privé, 'RISE: PREMIERE', qui s'est tenu le 2 juin, le même jour que la sortie digitale de l'album. L'autre photo dévoilait la liste des pistes de l'album.

## Composition
Taeyang a travaillé avec Choice37 et Teddy Park, qui l'avait déjà aidé sur son précédent album. Il a aussi obtenu l'aide de The Fliptones, JHart et d'autres producteurs notables, dont Boys Noize et Peejay. Les deux avaient contribué à des albums de Bigbang; G-Dragon a aussi participé. Cet album a marqué la première collaboration entre lui et Airplay, Jo Sung Hwak, Happy Perez, Britt Burton et d'autres musiciens et producteurs qui n'ont pas été crédités.

## Liste des pistes
| No | Titre                                      | Paroles                   | Musique                            | Arrangement                  | Durée |
| -- | ------------------------------------------ | ------------------------- | ---------------------------------- | ---------------------------- | ----- |
| 1. | Intro (Rise)                               | Tablo, Choice 37, Taeyang | Peejay, Taeyang                    | Peejay                       | 1:45  |
| 2. | Eyes, Nose, Lips (눈, 코, 입; Nun, Ko, Ip) | Teddy, Taeyang            | Teddy, Dee.P, PK, Rebecca Johnson  | Teddy, Dee.P                 | 3:50  |
| 3. | 1AM (새벽 한시; Saebyeok Hansi)            | Teddy                     | Teddy, Choice 37, Boys Noize       | Teddy, Choice 37, Boys Noize | 3:11  |
| 4. | Stay With Me (featuring G-Dragon)          | G-Dragon                  | G-Dragon, The Fliptones, JHart     | The Fliptones                | 3:22  |
| 5. | Body (아름다워; Areumdawo)                 | Teddy, Taeyang            | Teddy, Taeyang, P.K, Dee.P         | Teddy, P. K, Dee.P           | 3:10  |
| 6. | Ringa Linga (링가링가; Ling-ga Ling-ga)    | G-Dragon                  | G-Dragon, Shockbit                 | Shockbit                     | 3:47  |
| 7. | This Ain't It (이게 아닌데; Ige Aninde)    | Airplay, Jo Sung Hwak     | Airplay, Jo Sung Hwak              | Airplay                      | 4:23  |
| 8. | Let Go (버리고; Beorigo)                   | Tablo                     | P.K, Taeyang, Dee.P                | P.K, Dee.P                   | 3:40  |
| 9. | Love You to Death                          | Tablo, Britt Burton       | Happy Perez, Britt Burton, Taeyang | Happy Perez                  | 3:41  |

Notes
- "Intro (RISE)" contient des samples de Everybody Wants to Rule the World de Tears for Fears
- "Body" et "Love You to Death" contient du chant non crédité de CL.

## Promotion
Taeyang a interprété 1AM à plusieurs endroits fin 2013, notamment au SBS Gayo Daejun 2013. Le premier comeback de Taeyang s'est fait sur l'Inkigayo le 6 juin 2014. G-Dragon l'a rejoint pour "Stay With Me", puis Taeyang a continué seul pour "Eyes, Nose, Lips". Pour son deuxième comeback qui s'est fait au M! Countdown, il a chanté "1AM" et "Eyes, Nose, Lips". Taeyang a rencontré des fans lors du “Wonder Live” de 1theK au JBK Hall à Gangnam. Le 19 juin, une information concernant le “Rise” Hug Event a été sortie par YG Entertainment. YG Entertainment a invité des fans pour le "Eyes, Nose, Lips Cover Project by You" le 20 juin.

## Cover Project par YG Family
Les premiers artistes à avoir sorti une reprise d'Eyes, Nose, Lips furent Akdong Musician. Tablo a fait une version rap de la chanson, avec une apparition de Taeyang lors du pont. Lydia Paek est la troisième artiste de YG Family à avoir participé au projet. Le groupe iKON a aussi fait une reprise du morceau.

## Classements
| Classement (2014)                 | Pays  | Meilleure position |
| --------------------------------- | ----- | ------------------ |
| Gaon                              | Corée | 1                  |
| US Billboard 200                  | US    | 112                |
| US World Albums (Billboard)       | US    | 1                  |
| US Heatseekers Albums (Billboard) | US    | 1                  |
| Oricon                            | Japon | 2                  |

### Ventes
| Classement | Ventes                               |
| ---------- | ------------------------------------ |
| Corée      | - Gaon Chart: 60,000+                |
| États-Unis | - USA: 4,000+                        |
| Taïwan     | - TWN: 10,000+                       |
| Japon      | - JPN: 15,000+ (Version coréenne)    |
| Japon      | - Oricon: 57,000 (Version japonaise) |